# نظام ثنائي (علم الفلك)

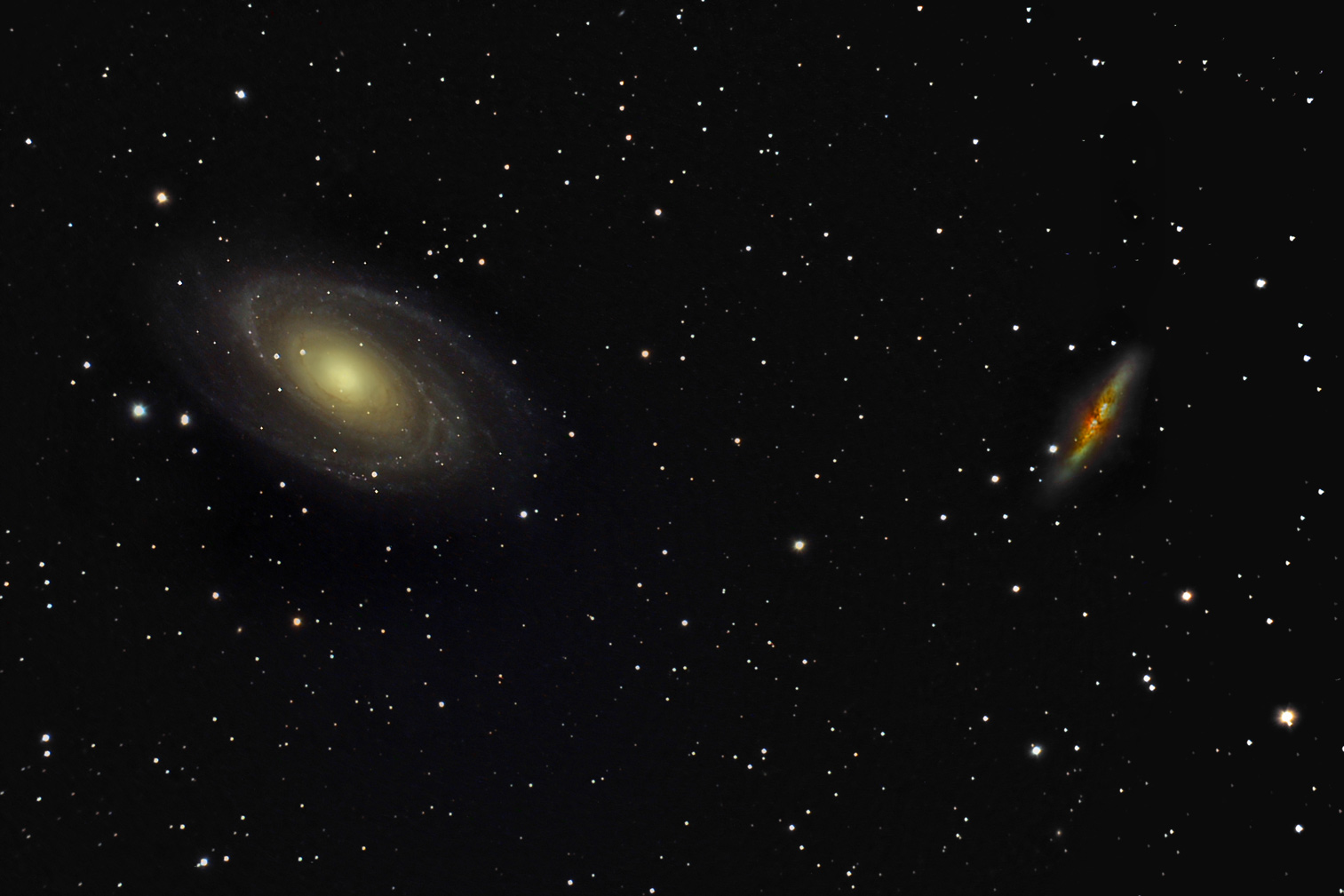

النظام الثنائي هو نظام يتكون من جرمين فلكيين (غالبًا نجوم، دون استثناء الأقزام البنية والكواكب والمجرات والكويكبات) قريبين لدرجة أن مجاليهما الجذبي يتداخلان ليجعلا الجرمين يدوران حول مركز ثقل مشترك. بعض التعريفات (مثل كوكب ثنائي، لكن ليس نجم ثنائي) تتطلب أن ألا يكون مركز الثقل داخل الجرم.
النظام المتعدد هو نظام مثل النظام الثنائي لكن يتكون من ثلات أجرام أو أكثر.

## الرفيق الثنائي
حين تكون الكويكبات متماثلة في الحجم، يمكن أن تسمى رفيقا ثنائيا. 

## اقرأ أيضا
- عداء سريع (علم الفلك)